# År 2001 – ett rymdäventyr
År 2001 – ett rymdäventyr (engelska: 2001: A Space Odyssey) är en brittisk-amerikansk science fiction-film från 1968 regisserad av Stanley Kubrick, baserad på novellen The Sentinel (Vaktposten) av Arthur C. Clarke från 1951. Filmen, som hade allmän biopremiär i USA den 3 april 1968, behandlar bland annat människans ursprung (evolutionen) och samverkan mellan mänsklig och artificiell intelligens.

## Handling
För fyra miljoner år sedan lever en primitiv apmänniska i flockar i en ökenliknande miljö. De saknar talat språk och använder inga verktyg. Vi får följa en av dessa flockar då de kämpar för överlevnad. En dag upptäcker de en stor svart monolit. Apmänniskorna börjar i dess närvaro sakta lära sig att använda enkla verktyg och äta kött. De hävdar sig mot en annan flock och övertar deras ställning som den dominanta flocken i området.
Fyra miljoner år senare: Vi befinner oss ombord på en rymdfärja på väg att landa vid en rymdstation i omloppsbana runt jorden. Året är 1999. Ombord finns Heywood Floyd (William Sylvester), en högt uppsatt chef inom NCA (National Council of Astronautics). Hans mål är månen och forskningsstationen Clavius där man upptäckt en monolit, TMA-1 (Tycho Magnetic Anomaly 1). Området kring TMA-1 har grävts ut och man har funnit att monoliten har begravts där avsiktligt för fyra miljoner år sedan av en okänd intelligens. Floyd och ett lag vetenskapsmän anländer till TMA-1 samtidigt som solen för första gången går upp över Tycho-kratern sedan monoliten grävdes fram. Monoliten avger då en kraftig radiosignal riktad mot Jupiter.
Två år senare, 2001, är rymdskeppet Discovery One på väg mot Jupiter för att undersöka saken närmare. Skeppets besättning består av Dr. David Bowman (Keir Dullea), Dr. Frank Poole (Gary Lockwood), skeppsdatorn HAL 9000 (röst av Douglas Rain) och tre vetenskapsmän försatta i dvala. Datorn HAL 9000 är försedd med artificiell intelligens och dess uppdrag är att på ett säkert sätt föra rymdskeppet till Jupiter. Då skeppet närmar sig Jupiter börjar HAL 9000 att bete sig underligt. Bowman och Poole börjar misstänka att allt inte står rätt till. Poole luras av HAL att göra en rymdpromenad utanför rymdskeppet för att reparera det som HAL påstår är ett kommande fel i skeppets radioantenn. HAL dödar Poole då han befinner sig utanför sin rymdkapsel för att reparera felet. Bowman ger sig då själv ut i en kapsel för att fånga Pooles kropp men vid hans återkomst till skeppet vägrar HAL att släppa in honom. Medan Bowman är utanför skeppet har HAL stängt av det livsuppehållande systemet för de tre vetenskapsmännen i dvala. Bowman lyckas efterhand ta sig in i skeppet genom en nödsluss och fortsätter fast besluten att stänga av HAL till skeppets innersta del där HAL:s hårdvara finns. Bowman kryper in i HAL:s "hjärna" och kopplar ur datorns högre funktioner, den artificiella intelligensen. I samband med detta aktiveras ett krypterat meddelande som HAL skulle visat astronauterna när de nått fram till Jupiter: astronauternas sanna uppdrag är att utforska de första definitiva tecknen på utomjordiskt liv.
Väl framme vid Jupiter beger sig Bowman ut i en av rymdskeppets kapslar för att utforska den monolit som finns där. Då han närmar sig den tar monoliten över kontrollen över Bowmans kapsel och drar den in i sig. Bowman förs genom universum till något som ser ut som ett hotellrum där han genomgår flera livscykler innan han till slut förvandlas till något som ser ut som ett foster inuti en bubbla av ljus. Filmen slutar med att bubblan, med Bowman inuti, svävar i omloppsbana kring jorden.

## Om filmen
Filmen bygger delvis på en novell av Arthur C. Clarke från 1951 som heter Vaktposten (The Sentinel). Boken 2001 – En rymdodyssé skrevs av Arthur C. Clarke parallellt med att han och Stanley Kubrick skrev filmens manus. År 2001 – Ett rymdäventyr fick en Oscar för bästa specialeffekter vid Oscarsgalan 1969.

### Filmmusik
- Also sprach Zarathustra av Richard Strauss
- Gajane-svit nummer 2 av Aram Chatjaturjan
- An der schönen blauen Donau av Johann Strauss d.y.
- Atmospheres av György Ligeti

### Uppföljare
Både filmen och boken har fått uppföljare
- 2010 – Andra rymdodyssén, 1982, både bok och film (2010)
- 2061 – Tredje rymdodyssén, 1988, enbart som bok
- 3001 – Den sista resan, 1997, enbart som bok

## Rollista (i urval)
| Keir Dullea       | – Dr. David Bowman             |
| Gary Lockwood     | – Dr. Frank Poole              |
| William Sylvester | – Dr. Heywood R. Floyd         |
| Douglas Rain      | – HAL 9000 (röst)              |
| Daniel Richter    | – Apornas ledare "Moonwatcher" |
| Leonard Rossiter  | – Dr. Andrei Smyslov           |
| Margaret Tyzack   | – Elena                        |
| Robert Beatty     | – Dr. Ralph Halvorsen          |
| Sean Sullivan     | – Dr. Roy Michaels             |
| Vivian Kubrick    | – Dr. Floyds dotter            |

## Övrigt
- Boken 2001 – En rymdodyssé skrevs av Arthur C. Clarke parallellt med att han i samarbete med Stanley Kubrick tog fram manuskriptet till filmen. Det finns vissa skillnader mellan boken och filmen. I boken är den främmande monoliten placerad på Saturnus måne Japetus, medan den i filmen finns i lagrangepunkten mellan Jupiter och Io.
- I filmen används klassiska musikstycken (se förteckning ovan). Stanley Kubrick hade beställt nyskriven filmmusik i klassisk stil inför färdigställandet av filmen. Som exempel på vad han ville ha, hade han lämnat ett kassettband med bland annat Donauvalsen och Zarathustra till kompositören Alex North. När musiken var färdigskriven var Kubrick dock så missnöjd med resultatet, att han bestämde sig för att använda klassiska verk istället. North var inte medveten om att hans arbete hade ratats av Kubrick innan han närvarade vid filmens premiärvisning.[6]
- Filmens ursprungliga namn var Så vanns solsystemet, en pedang till Så vanns vilda västern. Så vanns vilda västern skildrar olika episoder i USA:s historia, vilket inspirerade till den episodiska naturen i filmen, med delarna: Människans gryning, Jupiteruppdraget och Jupiter och bortom oändligheten.